# 十號格雷普韋恩鎮區 (北卡羅萊納州麥迪遜縣)
十號格雷普韋恩鎮區（英語：Township 10, Grapevine）是位於美國北卡羅萊納州麥迪遜縣的一個鎮區。

## 地方資料
十號格雷普韋恩鎮區的面積為52.58平方千米，皆為陸地。根據2020年美國人口普查的數據，當地共有人口1505人，而人口密度為每平方千米28.62人。